# Hipertrofia virginal de los senos
La hipertrofia nulípara o virginal del seno (VBH, por sus siglas en inglés: Virginal Breast Hypertrophy), también llamada gigantomastia juvenil o macromastia, es una afección médica poco frecuente que causa el crecimiento excesivo, difuso y en algunos casos discapacitante de uno o ambos senos durante la pubertad. Ocasionalmente se acompaña con significante morbilidad y tiene una mayor incidencia que los casos de hipertrofia de los senos durante el embarazo, incluyendo adolescentes embarazadas.
Por lo general, es un trastorno que comienza poco después de la menarquia, es decir, la primera menstruación de la adolescente, aunque en algunos casos ocurre antes de la primera regla.

## Fisiología
El crecimiento o desarrollo normal de los senos en la pubertad no es un proceso continuo, sino que estos crecen en etapas sucesivas. En ocasiones, las jóvenes pueden tener un desarrollo mínimo y luego experimentar un crecimiento abrupto y significativo de sus senos en un período corto de tiempo. Este tipo de crecimiento impetuoso puede ocasionar considerable incomodidad en la adolescente, principalmente enrojecimiento, irritación incómoda de la piel, malestar e incluso dolor generalizado de una o ambas mamas. Por otro lado, puede que los senos de otras adolescentes se desarrollen a un paso uniforme por espacio de varios años. Este proceso de desarrollo puede presentarse en algunas jóvenes de manera aberrada, creciendo las mamas en proporciones anormales.

## Patogenia
No están claros cuales son los mecanismos exactos que controlan o regulan el desarrollo descontrolado de la glándula mamaria, ni tampoco la regulación del tamaño celular normal. Se piensa que la hipertrofia juvenil de los senos se debe a la hipersensibilidad a las hormonas femeninas, al estrógeno y a la progesterona. Puede que haya un componente genético que contribuya a un aumento en la sensibilidad del tejido mamario a las hormonas del desarrollo femenino. Las pacientes que heredan deleciones o mutaciones en el gen PTEN, un supresor de tumores, padecen de una elevada incidencia de hipertrofia virginal de sus senos con alto riesgo de transformaciones malignas. Existen además otros genes que contribuyen a anormalidades en el crecimiento celular asociadas a deficiencias del gen PTEN.

## Anatomía patológica
La hiperplasia se presenta a nivel de los ductos y del estroma de la glándula mamaria, en forma de fibrosis, sobredistribución de colágeno, quistes, degeneración —incluyendo los conductos mixoides— y, ocasionalmente, edema del intersticio y del tejido que rodea los ductos mamarios. El tejido conjuntivo que rodea los ductos de la glándula está anormalmente compuesto por una enorme cantidad de tejido fibroso, en algunos casos hialinizado. Los acinos glandulares, probablemente bajo la acción de la secreción del cuerpo lúteo, se desarrollan poco después de las primeras menstruaciones.

## Cuadro clínico
Con el VBH, el crecimiento de los pezones generalmente ocurre también, y éstos pueden alcanzar un gran tamaño. En casos muy severos de VBH, en especial causada por desequilibrio de hormonas sexuales, incluyendo andrógenos en mujeres adolescentes, la hipertrofia del clítoris puede ocurrir también.
El tamaño y el peso excesivos de las mamas pueden ser asociados con otros problemas. Es común para las mujeres quejarse de dolores de cabeza, de cuello, dolores lumbares, entumecimiento y hormigueo en los dedos. A causa del peso de las mamas, las correas del sostén pueden causar muescas o acanalado en los hombros llegando a ocasionar cicatrices permanentes con irritación crónica. Los sarpullidos severos bajo las mamas son comunes, especialmente durante períodos de tiempo cálido. 
El grado de hipertrofia varía de mujer a mujer. En los casos graves es posible tener mamas que pesen por encima de los 9 kg cada una.

## Tratamiento
No existe tratamiento médico para esta afección aparte de la cirugía de mamoplastia. La reducción quirúrgica del tejido hipertrofiado por mamoplastia desempeña un papel importante en el tratamiento de casos con hipertrofias masivas de uno o ambos senos. Es posible que después del tratamiento quirúrgico, se presente recurrencia, a veces después de un embarazo.